# Cymothoe crocea
Cymothoe crocea är en fjärilsart som beskrevs av Schultze 1922. Cymothoe crocea ingår i släktet Cymothoe och familjen praktfjärilar. Inga underarter finns listade i Catalogue of Life.